# Xestia erythraea
Xestia erythraea là một loài bướm đêm trong họ Noctuidae.